# Max Sailer
Max Sailer, nemški dirkač in avtomobilski inženir, * 20. december 1882, Esslingen am Neckar, Baden-Württemberg, Nemčija, † 5. februar 1964, Esslingen am Neckar.
Sailer je bil zaposlen v raziskovalnem oddelku nemške avtomobilske tovarne Daimler-Motoren-Gesellschaft, ob tem pa se je občasno tudi udeleževal dirk za Veliko nagrado. Prve pomembnejše dirke se je udeležil v sezoni 1914, ko je nastopil na dirki za Veliko nagrado Francije v moštvu Daimler-Benz AG, ki ga je na tej dirki zastopalo kar pet dirkačev. V dirkaškem svetu neznani Sailer je na dirki, ki so jo dirkači, kot je bila tedaj navada, štartali v polminutnem intervalu, začel najhitreje od vseh in v četrtem krogu postavil rekord steze z dvajsetimi minutami in šestimi sekundami, s čimer je povečal svojo prednost na več kot dve minuti. V šestem krogu, po dveh urah dirkanja, pa je moral Sailer odstopiti zaradi okvare dirkalnika. Pozneje je povedal, da ni dobil nobenih signalov od svojih mehanikov, zato sploh ni vedel, da je vodil, in je vseskozi dirkal na polno. Moštvo Daimler-Benz AG je vseeno doseglo trojno zmago, zmagal je izkušeni Christian Lautenschlager, Sailerju pa je ostal najhitrejši krog. Po prvi svetovni vojni je Sailer nastopil na še nekaj dirkah, v sezoni sezoni 1921 je osvojil drugo mesto na dirki Targa Florio, v sezoni sezoni 1922 bi moral nastopiti na dirki za Veliko nagrado Italije, toda zaradi smrtne nesreče Gregorja Kuhna se je moštvo umaknilo z dirke, ponovno pa je nastopil na dirki Targa Florio, kjer je bil tokrat šesti, na dirki Indianapolis 500 v naslednji sezoni 1923 je osvojil osmo mesto, zadnjič pa je nastopil na dirki za Veliko nagrado San Sebastiána sezoni 1924, kjer je odstopil zaradi trčenja. Kot eden glavnih inženirjev v motošportnem oddelku Mercedes-Benza je sodeloval pri načrtovanju in izdelavi dirkalnikov Mercedes-Benz W25, W125 in W154. Umrl je leta 1964.